# Mino (género)
Mino es un género de aves paseriformes de la familia Sturnidae. Las tres especies de minás que lo componen habitan en la Melanesia.

## Especies
Las tres especies del género son:
- Mino anais - miná dorado;
- Mino dumontii - miná carigualdo;
- Mino kreffti - miná de las Bismarck.